# Mistrzostwa Ameryki Północnej w Kombinacji Norweskiej 2019
Mistrzostwa Ameryki Północnej w Kombinacji Norweskiej 2019 – zawody w kombinacji norweskiej rozegrane w kompleksie Whistler Olympic Park w kanadyjskim Whistler 16 marca 2019.
W programie zawodów znalazły się konkursy open w formule skok na skoczni normalnej i bieg na 10 kilometrów (mężczyźni) lub 5 kilometrów (kobiety; ostatecznie rywalizacja kobiet nie doszła do skutku) oraz rywalizacja U16 na tym samym obiekcie, przy biegu na dystansie 5 kilometrów (chłopcy) lub 2,5 kilometra (dziewczęta). W rywalizacji w kategorii open wziąć udział mogli wyłącznie zawodnicy i zawodniczki posiadający w dniu zawodów ważną licencję FIS, podczas gdy do zawodów U16 wymagana była jedynie licencja krajowego związku narciarskiego. W kategorii U16 wziąć udział mogli sportowcy, którzy nie ukończyli 16 lat według stanu na 1 stycznia 2019 (urodzeni w 2003 i młodsi). Zawody rozegrano łącznie z Mistrzostwami Ameryki Północnej w Skokach Narciarskich 2019. Pula nagród całej imprezy wyniosła 5 tysięcy dolarów.
W rywalizacji kombinatorów norweskich w kategorii open najlepszy był Kanadyjczyk Nathaniel Mah, a w kategorii U16 Amerykanie Alexa Brabec (kobiety) i Niklas Malacinski (mężczyźni).

## Medaliści

### Kobiety
| Konkurs                       | Złoto        | Srebro      | Brąz               |
| ----------------------------- | ------------ | ----------- | ------------------ |
| indywidualny U16 (HS104/5 km) | Alexa Brabec | Tess Arnone | Alexandria Loutitt |

### Mężczyźni
| Konkurs                          | Złoto             | Srebro            | Brąz         |
| -------------------------------- | ----------------- | ----------------- | ------------ |
| indywidualny open (HS 104/10 km) | Nathaniel Mah     | Beckett Ledger    | Gus Compton  |
| indywidualny U16 (HS104/5 km)    | Niklas Malacinski | Stéphane Tremblay | Noah Rolseth |